# Centrolophidae
Centrolophidés
Famille
Les Centrolophidés (Centrolophidae) sont une famille de poissons de l'ordre des Scombriformes.

## Description et caractéristiques
La plupart des espèces sont des poissons de grandes profondeurs ou d'eaux glaciales, répartis dans tous les océans sauf la partie centrale des océans Indien et Pacifique. 
Les adultes ont des nageoires pelviennes, une nageoire dorsale continue, soutenue par des rayons peu nombreux et généralement mous. 
Quelques espèces comme le centrolophe noir (Centrolophus niger) sont pêchées commercialement. 

## Liste des genres
Selon FishBase (11 mai 2016) et World Register of Marine Species (11 mai 2016) :
- genre Centrolophus Lacepède, 1802
  - Centrolophus niger
- genre Hyperoglyphe Günther, 1859
  - Hyperoglyphe antarctica
  - Hyperoglyphe bythites
  - Hyperoglyphe japonica
  - Hyperoglyphe macrophthalma
  - Hyperoglyphe perciformis
  - Hyperoglyphe pringlei
- genre Icichthys Jordan & Gilbert, 1880

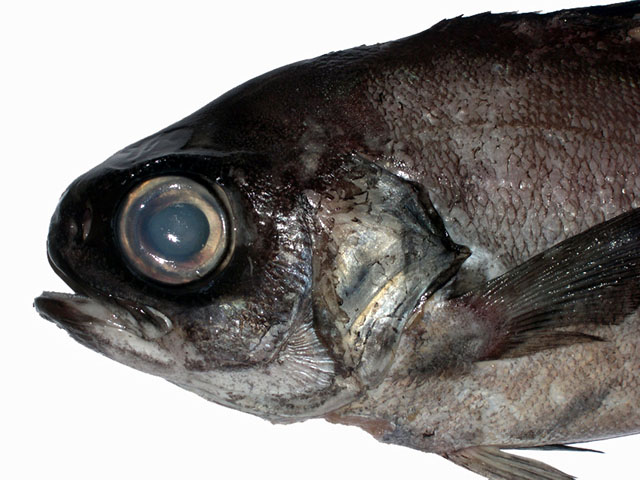
Tête de Hyperoglyphe perciformis

  - Icichthys australis Haedrich, 1966
  - Icichthys lockingtoni Jordan & Gilbert, 1880
- genre Psenopsis Gill, 1862
  - Psenopsis anomala
  - Psenopsis cyanea
  - Psenopsis humerosa Munro, 1958
  - Psenopsis intermedia Piotrovsky, 1987
  - Psenopsis obscura Haedrich, 1967
  - Psenopsis shojimai Ochiai & Mori, 1965
- genre Schedophilus Cocco, 1839
  - Schedophilus griseolineatus
  - Schedophilus haedrichi Chirichigno F., 1973
  - Schedophilus huttoni
  - Schedophilus maculatus Günther, 1860
  - Schedophilus medusophagus
  - Schedophilus ovalis
  - Schedophilus pemarco
  - Schedophilus velaini
- genre Seriolella Guichenot, 1848
  - Seriolella brama
  - Seriolella caerulea Guichenot, 1848
  - Seriolella porosa Guichenot, 1848
  - Seriolella punctata
  - Seriolella tinro Gavrilov, 1973
  - Seriolella violacea Guichenot, 1848
- genre Tubbia Whitley, 1943
  - Tubbia stewarti Last, Daley & Duhamel, 2013
  - Tubbia tasmanica Whitley, 1943

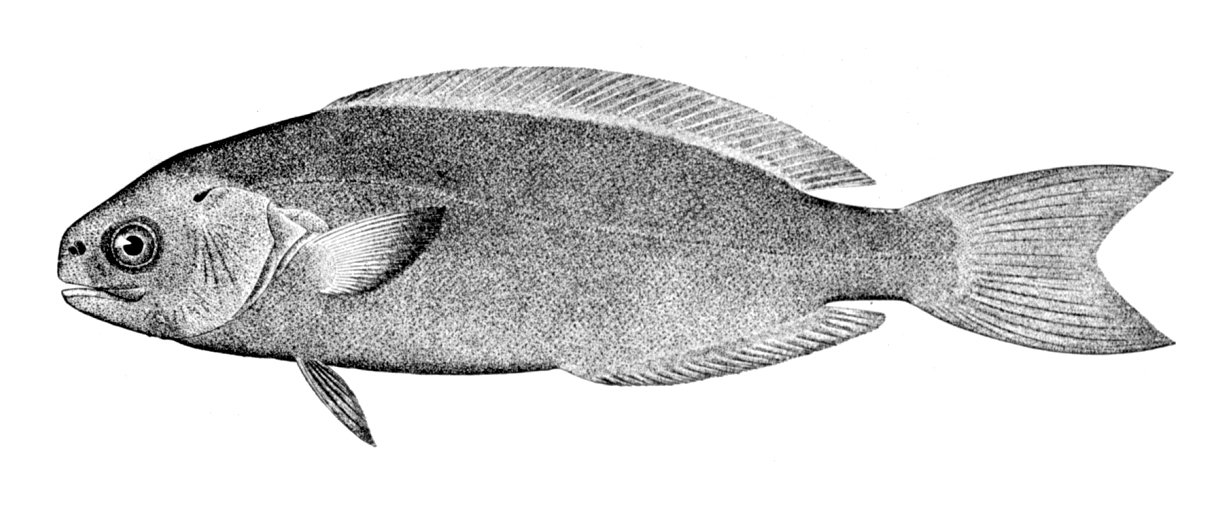
Centrolophus niger
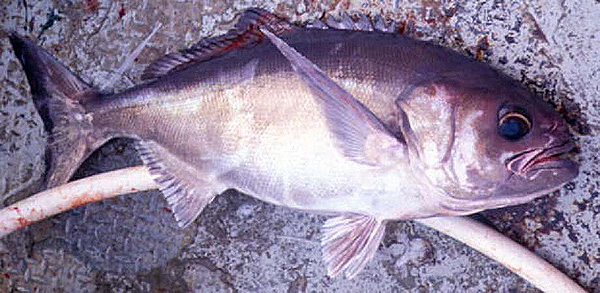
Hyperoglyphe antarctica
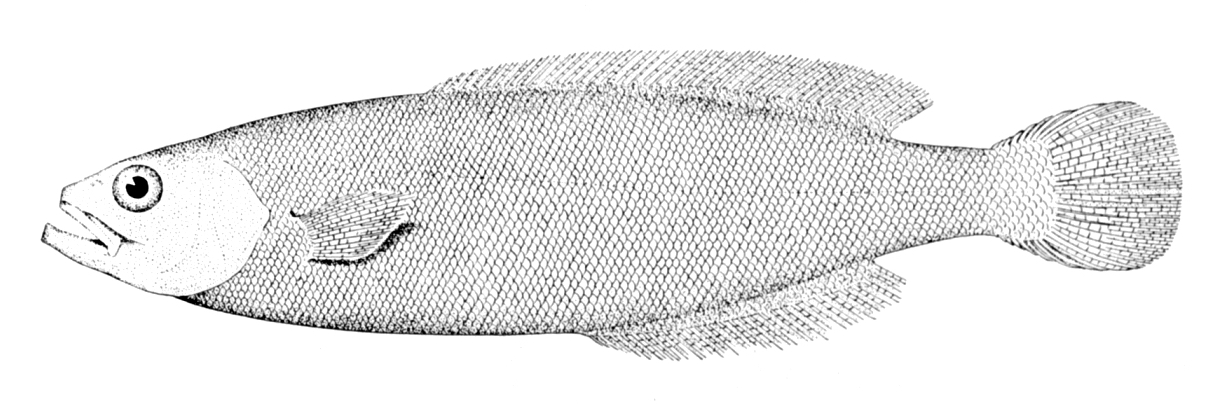
Icichthys lockingtoni
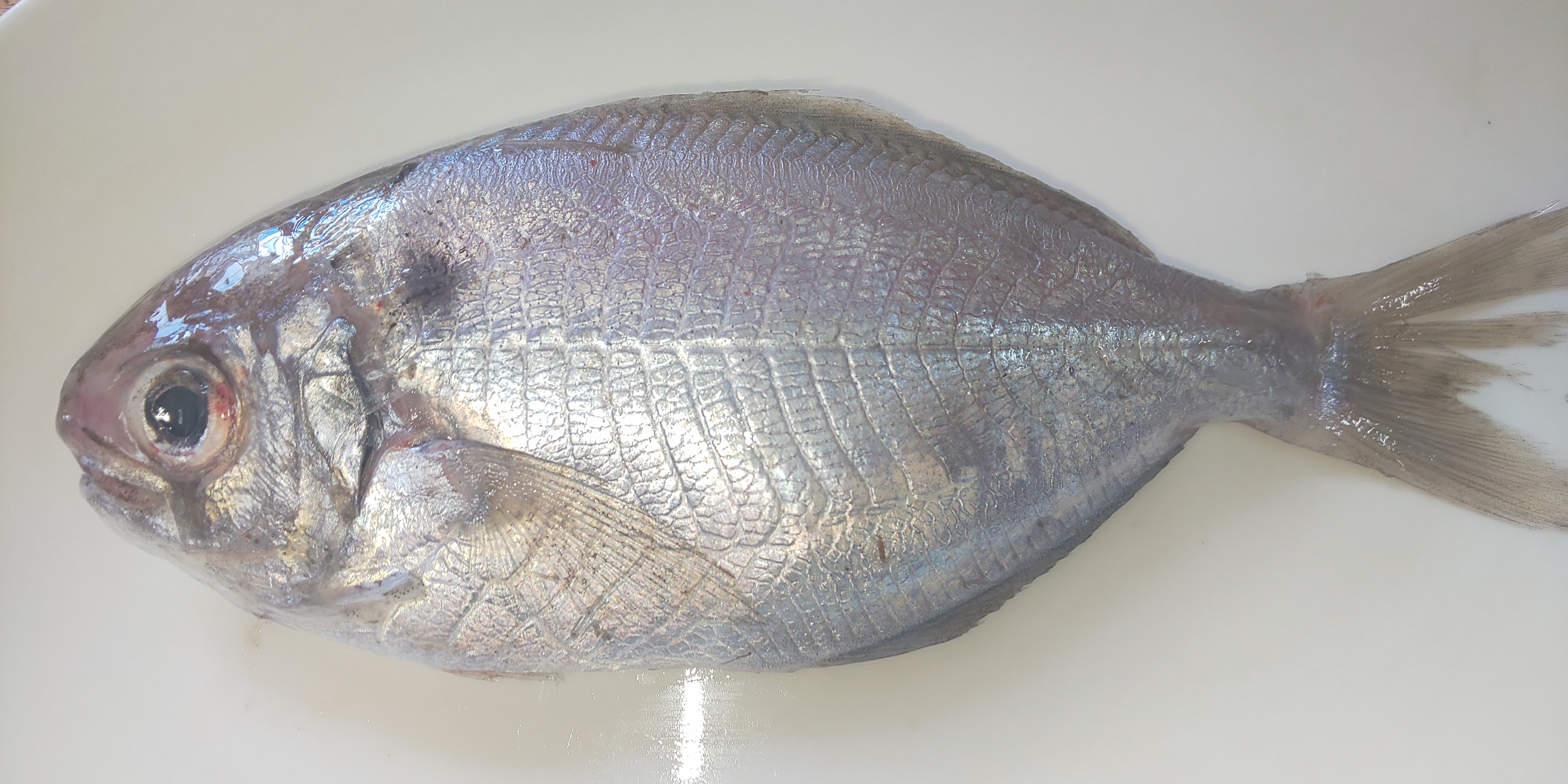
Psenopsis anomala
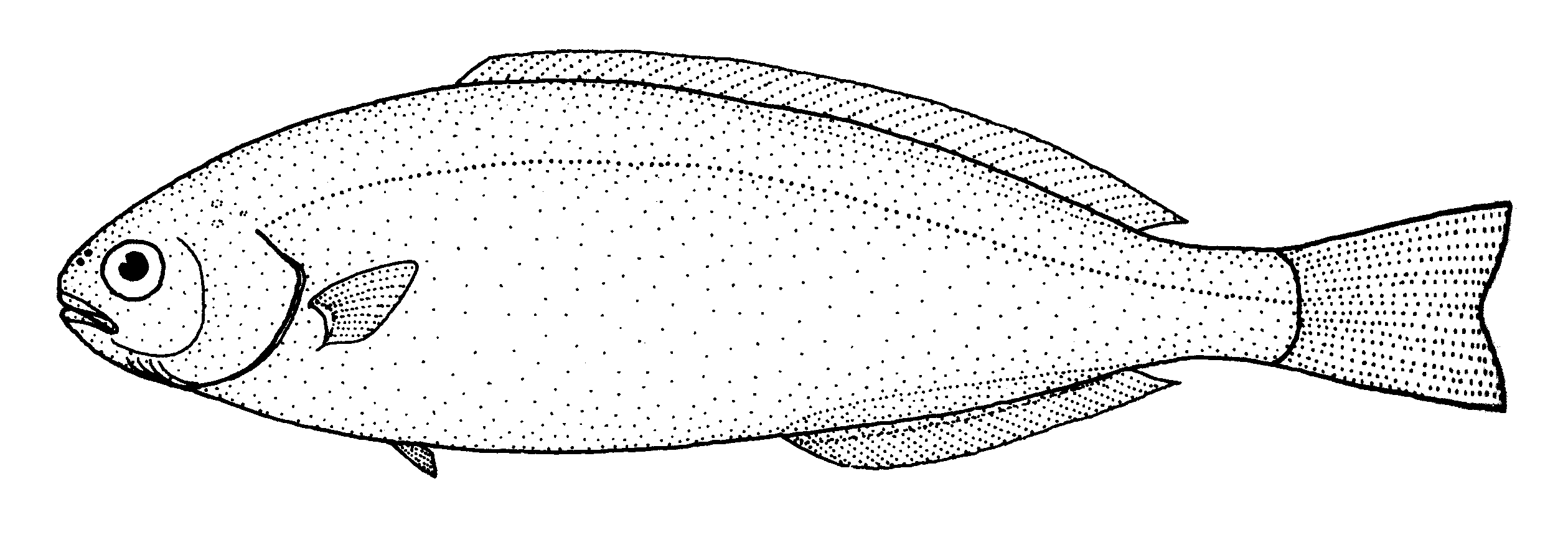
Icichthys australis
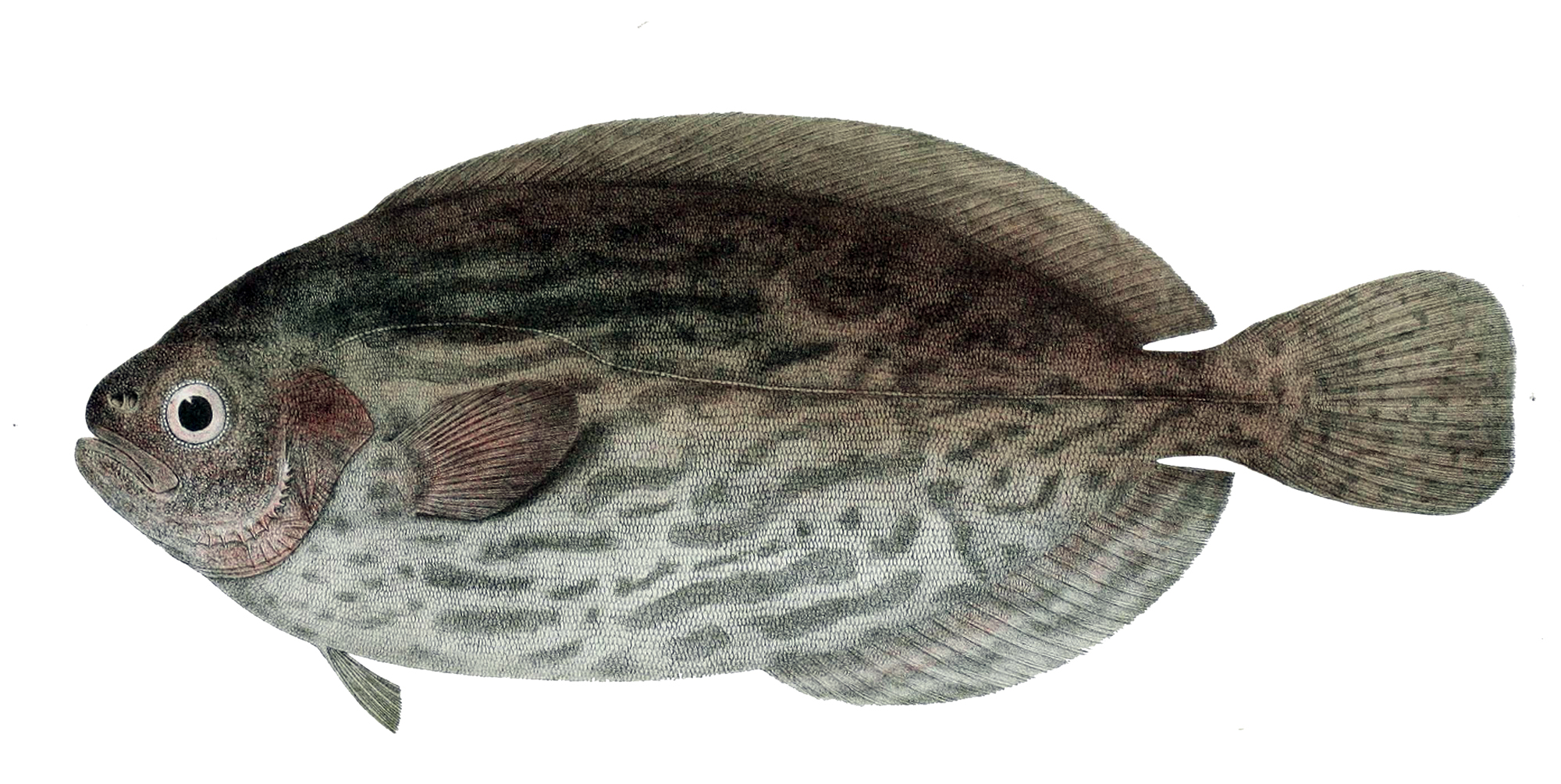
Schedophilus medusophagus
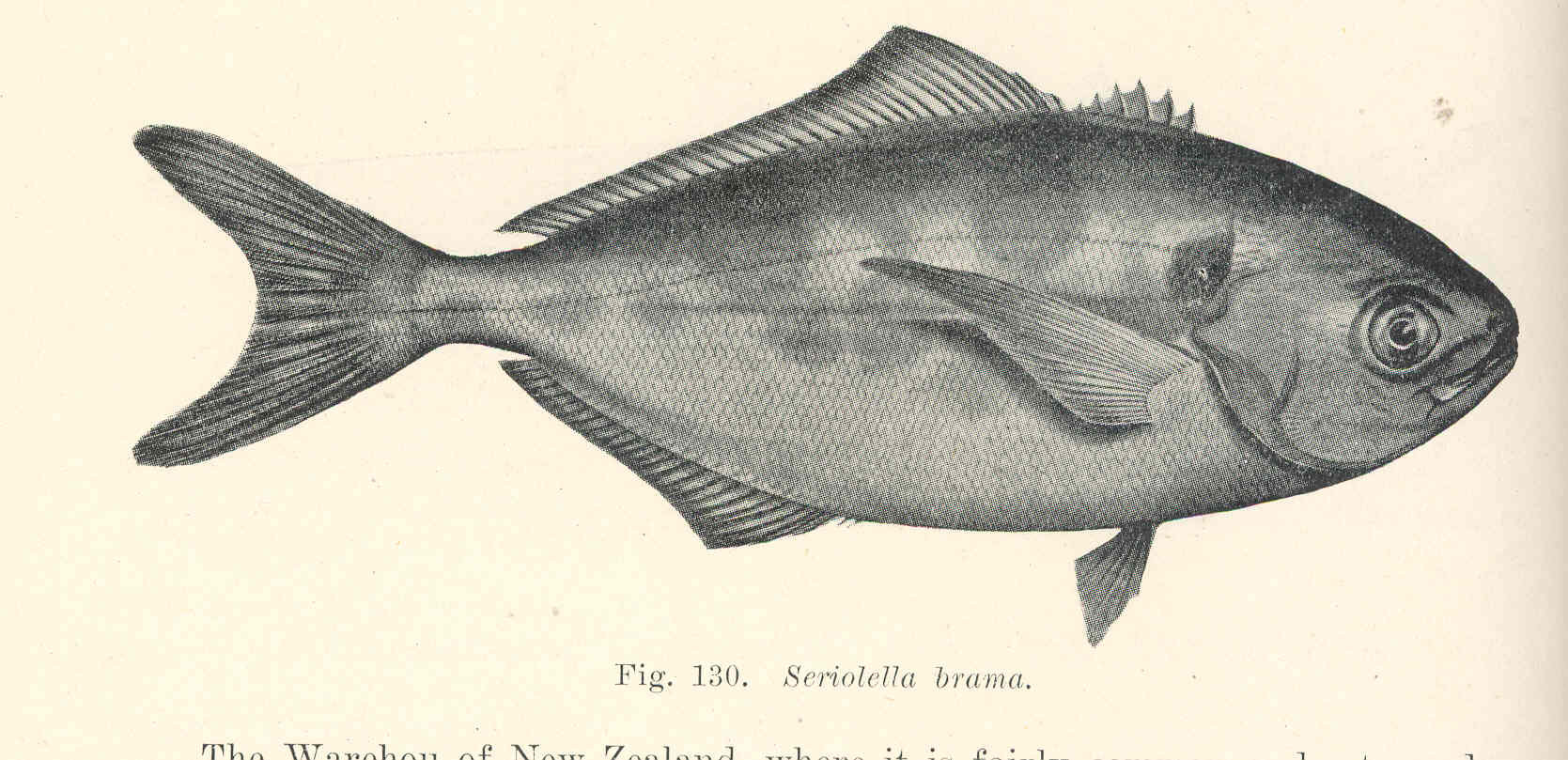
Seriolella brama